# Stiftung Orgelklang

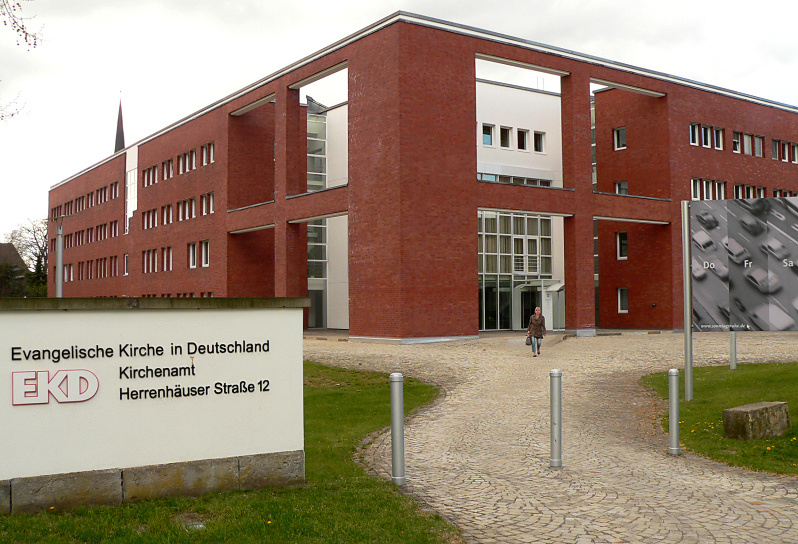
Sitz der Stiftung im Kirchenamt der EKD

Die Stiftung Orgelklang der Evangelischen Kirche in Deutschland (EKD) ist die erste Stiftung, die sich ausschließlich um den Erhalt von Orgeln kümmert. Sie wurde 2008 gegründet und hat ihren Sitz im Kirchenamt der EKD in Hannover-Herrenhausen.

## Aufgaben
Die Stiftung widmet sich dem Erhalt und der Wiederherstellung von historischen Orgeln. Jedes Jahr wird aus den Erträgen des Stiftungsvermögens sowie eingegangenen Spenden Geld zur Verfügung gestellt, um Orgeln zu sichern und zu restaurieren. Das Stiftungsvermögen besteht aus einer Einlage der EKD, es kann durch weitere Zustiftungen erhöht werden. Von 2010 bis 2012 wurden 59 Förderzusagen über fast 400.000 Euro gegeben. 2012 wurden 21 historische Orgeln mit 133.622 Euro gefördert. Auf der Website der Stiftung wird monatlich eine „Orgel des Monats“ vorgestellt.

## Weblink
- Website der Stiftung